# Anthus nilghiriensis
El bisbita de los Nilgiri (Anthus nilghiriensis) es una especie de ave paseriforme de la familia Motacillidae endémica de los montes del sur de la India. Se caracteriza por su tono castaño intenso con veteado oscuro, y porque el moteado de su pecho se continua en los laterales. 

## Descripción
Mide unos 13 cm de largo y es de colores intensos, el lorum es oscuro, su lista superciliar y garganta son color ante. Sus laterales, pecho y costados de su cuello son de tono ante brillante, su pico es completamente oscuro. El píleo y zonas superiores de la cabeza poseen un cerrado jaspeado negro. Las plumas externas de la cola también son tono ante. Posee un fino jaspeado en el pecho que se prolonga en sus laterales.

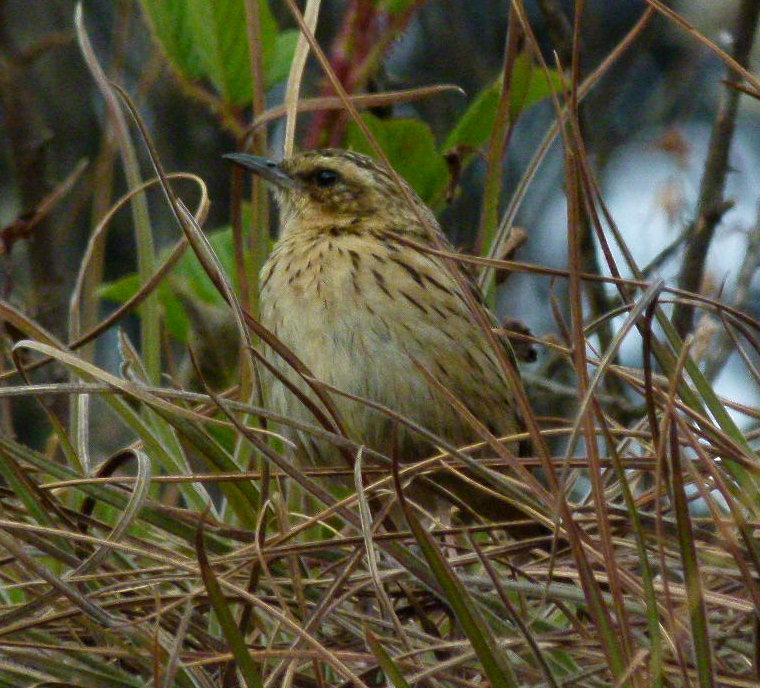
El jaspeado se prolonga por sus laterales.

Las primeras cuatro plumas primarias del ala son casi idénticas y la quinta solo es un par de milímetros más corta. Existen registros de ejemplares con albinismo.

## Distribución y hábitat
El bisbita de los Nilgiri prefiere los pastizales montanos de pastos cortos intercalados con humedales y pequeños arroyos especialmente en las laderas de colinas en elevaciones por encima de los 1000 m s. n. m. en las colinas Ponmudi y por encima de los 1500 m s. n. m. en los Nilgiris, Palani y montañas elevadas. También existen registros de su avistamiento en la reserva de tigres Kalakkad Mundanthurai pero en un estudio realizado en el 2014 se indica que es posible que la especie esté restringida a las cumbres con praderas de los Nilgiris y Anamalais. Existen especímenes en museo provenientes de las montañas Palani pero es posible que alteraciones en el hábitat montano haya llevado a su reducción o eliminación ya que no se le ha podido detectar en los relevamientos realizados.

## Comportamiento
Se los encuentra solos o en parejas. Si se los molesta vuelan hacia un arbusto o árbol bajo. Se reproduce en verano desde abril a julio.  Su nido es un tazón de pasto en la pradera. La puesta se compone de 2 a 3 huevos gris amarronados con pintas. Se alimentan de semillas e insectos, siendo la ingesta de invertebrados más importante durante la temporada de reproducción.